# Léon Bollendorff
Léon Bollendorff (ur. 31 marca 1915 w Wasserbillig, zm. 5 czerwca 2011 w Luksemburgu) – luksemburski polityk, nauczyciel i samorządowiec, długoletni poseł do Izby Deputowanych i jej przewodniczący w latach 1979–1989.

## Życiorys
Studiował filozofię i filologię na uczelniach w Luksemburgu, Paryżu i Wiedniu. W okresie II wojny światowej uczestnik ruchu oporu. Po strajku generalnym z 1942 aresztowany, więziony w niemieckim obozie koncentracyjnym Hinzert, a następnie wysłany do obozu pracy w okupowanej przez Niemców Polsce. Pracował zawodowo jako nauczyciel. Zaangażował się w działalność polityczną w ramach Chrześcijańsko-Społecznej Partii Ludowej. Od 1955 był radnym miejskim w Luksemburgu, w latach 1961–1987 wchodził w skład miejskich władz wykonawczych. W latach 1969–1994 sprawował mandat posła do Izby Deputowanych, od 1979 do 1989 pełnił funkcję przewodniczącego luksemburskiego parlamentu.